# Vichayito
Vichayito es una localidad y balneario ubicado en el distrito de Los Órganos, perteneciente a la provincia de Talara del departamento de Piura, al norte del Perú. En el 2017 tenía una población de 17 habitantes. Está a una distancia de 9.7 kilómetros de las playas de Máncora, sobre la Panamericana Norte, con dirección suroeste se encuentra la entrada a la Playa Vichayito. Al sur de Vichayito está Los Órganos aproximadamente a 3.5 kilómetros. 

## Transporte
Se puede llegar en avión; no hay aeropuerto en Vichayito ni en Máncora ni en Los Órganos, pero los aeropuertos más cercanos son los de Talara, Tumbes y Piura. 
- Desde Lima a Talara en avión es un aproximado de 1 hora 45 minutos, y desde Talara a Vichayito es un aproximado 105 kilómetros por lo que se demora 1 hora y media en carro hasta llegar a Vichayito

- Desde Lima a Tumbes es un aproximado de 2 horas en avión. Desde el aeropuerto de Tumbes a Vichayito hay un aproximado de 102 kilómetros por lo que se demora también 1 hora y 30 minutos en carro.

Podría también llegarse en bus, una agencia de transportes que sale de Lima, hace una breve parada en Los Órganos para que algunos pasajeros que quieran bajen ahí y termina en el pueblo de Máncora y de allí el traslado en taxi a Vichayito que sería como 5 minutos ya que son 10 kilómetros. Desde Los Órganos serían breves minutos ya que está a solo 3.5 kilómetros.
Si se decidiese ir en carro son 1165 kilómetros desde Lima por lo tanto seria un aproximado de 15 o hasta 16 horas manejando. Durante el viaje pasaría por Ancash, La Libertad, Lambayeque y Piura.

## Clima
El clima de Vichayito es cálido y semiseco. La temperatura promedia de todo el año es de 24 °C 
Febrero es el mes más caluroso ya que tiene una temperatura de 27 °C y el más fresco es en septiembre que hay una temperatura de 22 °C. Los vientos fuertes son en el mes de julio por lo que son los ideales para practicar deportes como el surf, windsurf y kitesurf. Mientras que durante los otros meses se podría practicar el snorkeling. Las temperaturas del mar en Piura y Tumbes varia por lo que las temperaturas de verano son entre 27 °C y 23 °C durante los meses de diciembre a abril y el resto del año entre los 22 °C y 19 °C.
Temperaturas promedio mensuales en º C
- Enero: 	MAX. 33 °C,	 MED. 26 °C, 	MIN. 23 °C

- Febrero: MAX. 35 °C, 	MED. 27 °C, 	MIN. 24 °C

- Marzo: 	MAX. 34 °C,	 MED. 27 °C, 	MIN. 24 °C

- Abril:	 MAX. 33 °C, 	MED. 26 °C, 	MIN. 23 °C

- Mayo: 	MAX.32 °C, 	MED. 25 °C, 	MIN. 22 °C

- Junio: 	MAX. 29 °C, 	MED. 23 °C, 	MIN. 20 °C

- Julio: 	MAX. 28 °C, 	MED. 22 °C, 	MIN. 19 °C

- Agosto: 	MAX. 27 °C 	MED. 22 °C 	MIN. 18 °C

- Septiembre: 	MAX. 28 °C, 	MED. 22 °C, 	MIN. 18 °C

- Octubre: 	MAX. 29 °C,	 MED. 22 °C 	MIN. 18 °C

- Noviembre: 	MAX. 30 °C, 	MED.23 °C, 	MIN. 20 °C

- Diciembre:	 MAX. 31 °C, 	MED. 25 °C, 	MIN. 21 °C

## Gastronomía
La comida peruana sobre todo del norte se caracteriza por los ingredientes marinos frescos usados en su preparación, siendo estos: pescados, mariscos, conchas negras, pulpos y calamares, generalmente.
Entre los más solicitados, tenemos a el cebiche, plato a base de trozos de pescado o mariscos marinados en zumo de limón, acompañados por ají, sal, cebolla; así como también el sudado de pescado, parihuela de mariscos, jalea mixta, las conchas a la parmesana, causa de pulpa de cangrejo, pulpo al olivo, cóctel de langostinos, los chilcanos y los tiraditos.
Entre los acompañamientos o guarniciones, destacan los siguientes: camote, choclo, sarandaja, yucas (cocidas o fritas) y chifles.
Por el lado de las bebidas, destacan la limonada, chicha morada, chicha de jora y clarito.

## Playas cercanas
Vichayito aparte de ser una playa impresionante y divertida, tiene también otras playas solitarias y otras en pintorescos puertos, reconocidos balnearios y caletas de pescadores artesanales. Sin embargo todas son atractivas y conservan su encanto natural y la soledad y la pureza es lo que las identifica. 
Estas playas son:
- Lobitos: puerto que cuenta con dos muelles, una caleta de pescadores, y una playa ideal para bañistas. La playa es muy extensa y tranquila. El pueblo de Lobitos está prácticamente abandonado y separado de la playa por un cerro de arena y lomas, desde el que hay bonitas vistas.

- Cabo Blanco: se encuentra en la Costa norte del Perú, departamento de Piura a la altura del km 1137 de la Panamericana Norte. El material de la playa es arena fina, el movimiento de sus aguas es moderado. Sus olas grandes y tubulares son catalogadas como "solo para expertos".

- Los Órganos: ubicada a la altura del km 1153 de la carretera Panamericana Norte. Su clima es tropical y seco, buen clima todo el año. Tiene un muelle artesanal, con balsas de vela blanca. Después del muelle hay una punta llamada Veleros, que tiene una bonita vista sobre el mar.

- Punta Sal: ubicada a 79 km al sur de Tumbes y a 23 al norte de Máncora. Una de las playas más hermosas y extensas de la costa norte del país, se caracteriza por la tranquilidad y calidez de sus aguas cuya temperatura promedio es de 24 °C

- Zorritos: a 28 km de la ciudad de Tumbes. Playa tranquila y sencilla de arena clara y grano fino, goza de un oleaje continuo. Sus aguas cálidas tienen una temperatura promedio de 26 °C.